# Vera Vološina
Vera Danilovna Vološina (in russo Вера Даниловна Волошина?; Kemerovo, 30 settembre 1919 – Golovkovo, 29 novembre 1941) è stata una partigiana sovietica, che dopo essersi arruolata nell'Armata Rossa combatté contro i nazisti durante la seconda guerra mondiale.
Probabilmente fu la modella della scultura Ragazza col remo dell'artista Ivan Šadr, un tempo situata nel Gor'kij Park a Mosca. Fu catturata in un'imboscata nel novembre 1941 e impiccata. Nel 1994 ha ricevuto postuma l'onorificenza di Eroina della Federazione Russa.

## Biografia

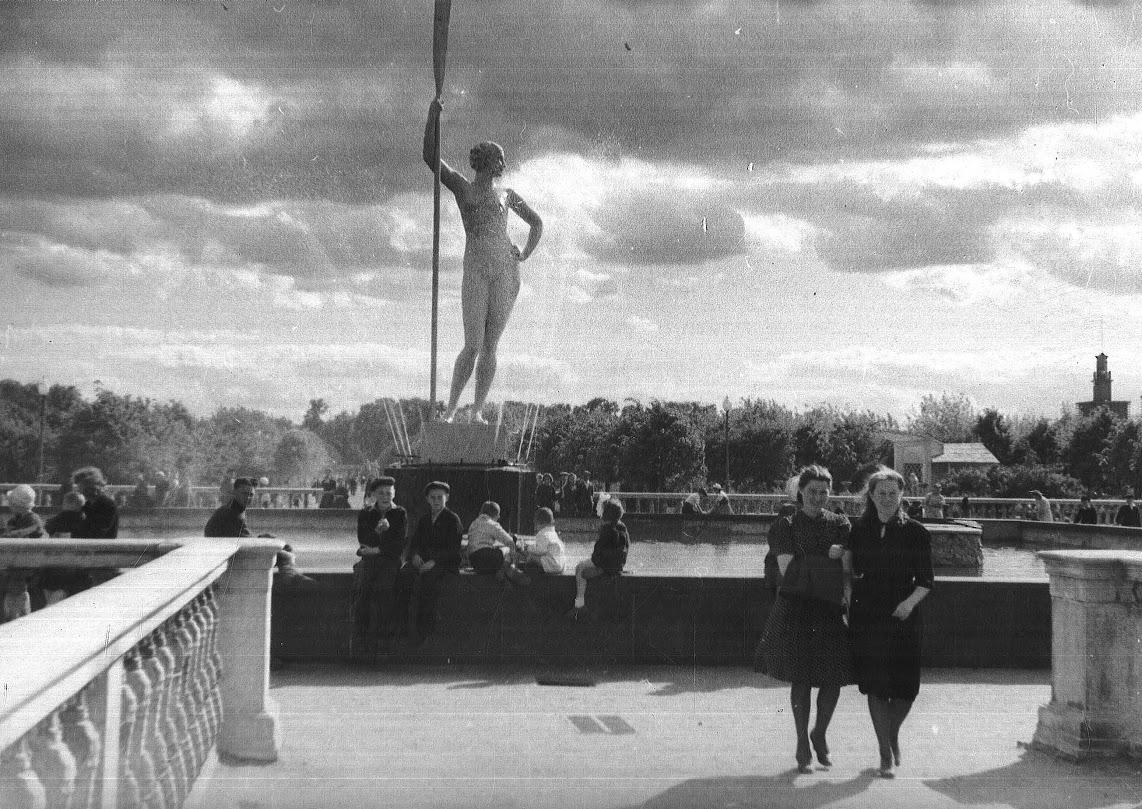
La statua Ragazza col remo di Ivan Šadr, la cui modella sarebbe stata proprio Vera Vološina.

Figlia di un minatore e di una maestra, nacque nella città siberiana di Kemerovo il 30 settembre 1919. Dopo aver ottenuto dei buoni risultati sportivi a scuola si trasferì a Mosca e dal 1936 frequentò l'Istituto statale di educazione fisica. A Mosca si esercitò nel lancio con il paracadute e pilotò l'aereo da caccia Polikarpov I-153. Tentò senza successo di offrirsi per combattere nella guerra civile spagnola.
Secondo diverse testimonianze, lo scultore sovietico Ivan Šadr la convinse a posare come modella per la sua statua nuda di 12 metri della Ragazza col remo, inaugurata nel Gor'kij Park nel 1935.
Vološina iniziò ad allenarsi presso un istituto sportivo, ma dovette abbandonare per dei gravi problemi di salute. Nell'estate del 1941, dopo lo scoppio della guerra, aiutò a scavare trincee e fossati anticarro a difesa di Mosca. Arruolatasi nell'Armata Rossa, fu assegnata all'unità 9903 della divisione di intelligence operante dietro le linee tedesche. Dopo aver partecipato a diverse operazioni di successo in attività di sabotaggio sul fronte, fu gravemente ferita vicino a Naro-Fominsk e catturata dai tedeschi il 21 novembre 1941.
Il 29 novembre fu impiccata in una fattoria di Golovkovo. I residenti locali riferirono in seguito che prima dell'impiccagione Vera reagì con aria di sfida, cantando L'Internazionale e gridando "Addio, compagni" prima di morire. Il suo corpo fu recuperato dai sovietici una settimana dopo, dopo la ritirata tedesca, e sepolta in una fossa comune a Krjukovo.

## Riconoscimenti
In occasione del 25º anniversario della Battaglia di Mosca, le è stato conferito postumo l'Ordine della Guerra Patriottica di I classe, consegnato alla madre in una cerimonia tenuta al Cremlino. Nel 1994, con decreto del Presidente della Federazione Russa, è stata insignita del titolo di Eroina della Federazione Russa.